# قاعدة الحديدة الجوية
قاعدة الحديدة الجوية هي أحد القواعد الجوية العسكرية اليمنية التابعة للقوات الجوية، وتقع شمالي مدينة الحديدة، بجوار مطار الحديدة الدولي.

## القوة العسكرية
يتمركز في القاعدة اللواء 67 طيران واللواء 68 طيران واللواء 130 دفاع جوي واللواء 65 دفاع جوي.